# Meta maculata
Meta maculata är en spindelart som först beskrevs av John Blackwall 1865.  Meta maculata ingår i släktet Meta och familjen käkspindlar. Inga underarter finns listade i Catalogue of Life.